# マイルストーンシューティングコレクション2
『マイルストーンシューティングコレクション2』 (MILESTONE SHOOTING COLLECTION 2)は、2010年12月30日にマイルストーンから発売されたWii用ゲームソフト。

## 概要
2010年までにマイルストーンが開発してきたシューティングゲーム5作品全てを収録している。
『2』であるのは、Wii版『カラス』の副題が「マイルストーンシューティングコレクション」であり、『ラジルギ』、『カオスフィールド』も同時収録されていたため。

### 収録作品
- カオスフィールド
- ラジルギ
- カラス

上記三作は『カラスWii』収録時とほぼ同内容だが、サウンドテストは収録されていない。
- イルマティックエンベロープ

『イルベロWii』としての収録で、家庭用で追加された各種モードもそのまま収録されている。
- ラジルギノア

『ラジルギノアWii』としての収録だが、単品版にオマケとして付属していた『イルベロ-スティル-』は収録されていない。